# 577 Rhea
577 Rhea
577 Rhea là một tiểu hành tinh ở vành đai chính. Nó được Max Wolf phát hiện ngày 20.10.1905 ở Heidelberg và được đặt theo tên Rhea, một trong các nữ thần Titan trong thần thoại Hy Lạp